# Чебаркуль (озеро, Свердловская область)
Чебаркуль — озеро в Тавдинском городском округе Свердловской области, Россия.

## Географическое положение
Озеро расположено в 8 километрах к востоку-юго-востоку от деревни Тормоли 1-е, в южной части болота Индра. Озеро площадью 1,6 км², с уровнем воды 58,7 метра.

## Описание
Озеро не имеет поверхностного стока. Берега местами заболочены. В озере водятся карась, линь, гольян, верховка, и гнездится водоплавающая птица.